# Stenoporpia vernalella
Stenoporpia vernalella är en fjärilsart som beskrevs av Mcdunnough 1940. Stenoporpia vernalella ingår i släktet Stenoporpia och familjen mätare. Inga underarter finns listade i Catalogue of Life.